# Champagnac (Cantal)
Champagnac – miejscowość i gmina we Francji, w regionie Owernia-Rodan-Alpy, w departamencie Cantal.
Według danych na rok 1990 gminę zamieszkiwało 1339 osób, a gęstość zaludnienia wynosiła 48 osób/km² (wśród 1310 gmin Owernii Champagnac plasuje się na 161. miejscu pod względem liczby ludności, natomiast pod względem powierzchni na miejscu 253.).